# Francis Lee (cineasta)
Francis Lee (nascido em Soyland Town; 1969) é um roteirista e cineasta britânico. Ele é mais conhecido pelos filmes O Reino de Deus (2017) e Ammonite (2020).

## Filmografia
| Ano  | Título                  | Creditado como | Creditado como | Nota(s)                 |
| Ano  | Título                  | Diretor        | Escritor       |                         |
| ---- | ----------------------- | -------------- | -------------- | ----------------------- |
| 2012 | The Farmer's Wife       | Sim            | Sim            | Curta-metragem          |
| 2013 | Bradford Halifax London | Sim            | Sim            | Curta-metragem          |
| 2014 | The Last Smallholder    | Sim            | Sim            | Curta-metragem          |
| 2017 | God's Own Country       | Sim            | Sim            | Primeiro longa-metragem |
| 2020 | Ammonite                | Sim            | Sim            |                         |